# Edgar Varèse
Edgar Varèse (geboren als Edgard Victor Achille Charles Varèse; * 22. Dezember 1883 in Paris; † 6. November 1965 in New York) war ein französischer Komponist und Dirigent, der 1915 in die Vereinigten Staaten emigrierte.

## Leben
Edgar Varèse war das älteste von sieben Kindern des Italieners Henri Varèse und seiner französischen Frau Blanche-Marie Cortot. Er wuchs in Paris und bei seinen Großeltern mütterlicherseits in Le Villars im Burgund auf; eine prägende Rolle in seiner Kindheit spielte der Großvater Claude Cortot. 1892 zogen seine Eltern mit ihm nach Turin. Dort unternahm er mit elf Jahren einen ersten Kompositionsversuch: Martin Pas, eine Oper nach Jules Verne für Knabenstimme und Mandoline. Der Vater war Ingenieur, wünschte für seinen Sohn den gleichen beruflichen Weg und legte Wert auf eine mathematisch-naturwissenschaftliche Ausbildung. Den musikalischen Interessen des Sohnes stand er ablehnend gegenüber; dieser nahm heimlich Unterricht: Im Jahr 1900 wurde er Schüler am Turiner Konservatorium. Er wirkte als Schlagzeuger im Opernorchester mit und machte erste Erfahrungen als Dirigent. Im selben Jahr starb seine Mutter, das gespannte Verhältnis zu seinem Vater, der ein zweites Mal heiratete, verschärfte sich.
1903 brach Varèse endgültig mit seinem Vater und ging nach Paris, wo er 1904 ein Musikstudium an der Pariser Schola Cantorum aufnahm. Seine Lehrer waren Albert Roussel (Kontrapunkt), Vincent d’Indy (Komposition, Dirigieren) und Charles Bordes (Musik des Mittelalters und der Renaissance). 1905 wechselte er an das Pariser Konservatorium und studierte bei Charles-Marie Widor (Komposition). Er gründete seinen ersten Chor, stand in Verbindung zur Künstlergruppe La Mansarde, die sich für das wagnersche Gesamtkunstwerk begeisterte, und komponierte erste Werke für Orchester. 1907 beendete er sein Studium bei Widor und heiratete die Schauspielerin Suzanne Bing. Zudem lernte er Claude Debussy persönlich kennen, dessen Musik ihn schon seit seiner Zeit in Turin stark beeindruckt hatte.

Am Ende des Jahres zog Varèse mit seiner Frau nach Berlin. Vermutlich hatte er Ferruccio Busonis Schrift Entwurf einer neuen Ästhetik der Tonkunst gelesen, jedenfalls suchte er zu diesem engen Kontakt und wurde sein Schüler. Er korrespondierte mit Hugo von Hofmannsthal, nach dessen Schauspiel Ödipus und die Sphinx er eine Oper komponierte. Er gründete auch in Berlin einen Chor, machte die Bekanntschaft von Maurice Ravel, Richard Strauss, Romain Rolland und – anlässlich eines Besuches bei von Hofmannsthal in Wien – Gustav Mahler. Rolland wurde ein Förderer von Varèse. Das Orchesterwerk Bourgogne wurde durch die Fürsprache von Richard Strauss am 15. Dezember 1910 als erstes seiner Werke öffentlich in Berlin vom Blüthner-Orchester uraufgeführt. Schon vorher im Oktober wurde seine Tochter Claude geboren. Er hörte 1912 die Uraufführung von Pierrot Lunaire von Arnold Schönberg, einem Schlüsselwerk der Musik des 20. Jahrhunderts.

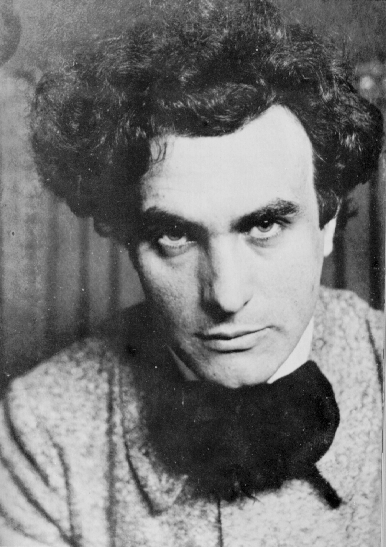
Edgard Varèse (1910)

1913 ließ sich Varèse scheiden. Während eines längeren Aufenthaltes in Paris vernichtete ein Brand in Berlin mit seinen zurückgelassenen Manuskripten fast alle seine bis dahin komponierten Werke. In Paris war er Zeuge der skandalträchtigen Uraufführung eines weiteren Schlüsselwerks: Igor Strawinskis Ballett Le sacre du printemps. Einflüsse und Zitate von Strawinskis Sacre und Petruschka zeigten sich später im Werk Varèses. Er arbeitete außerdem an einem Bühnenprojekt von Jean Cocteau mit.

## Emigration nach New York

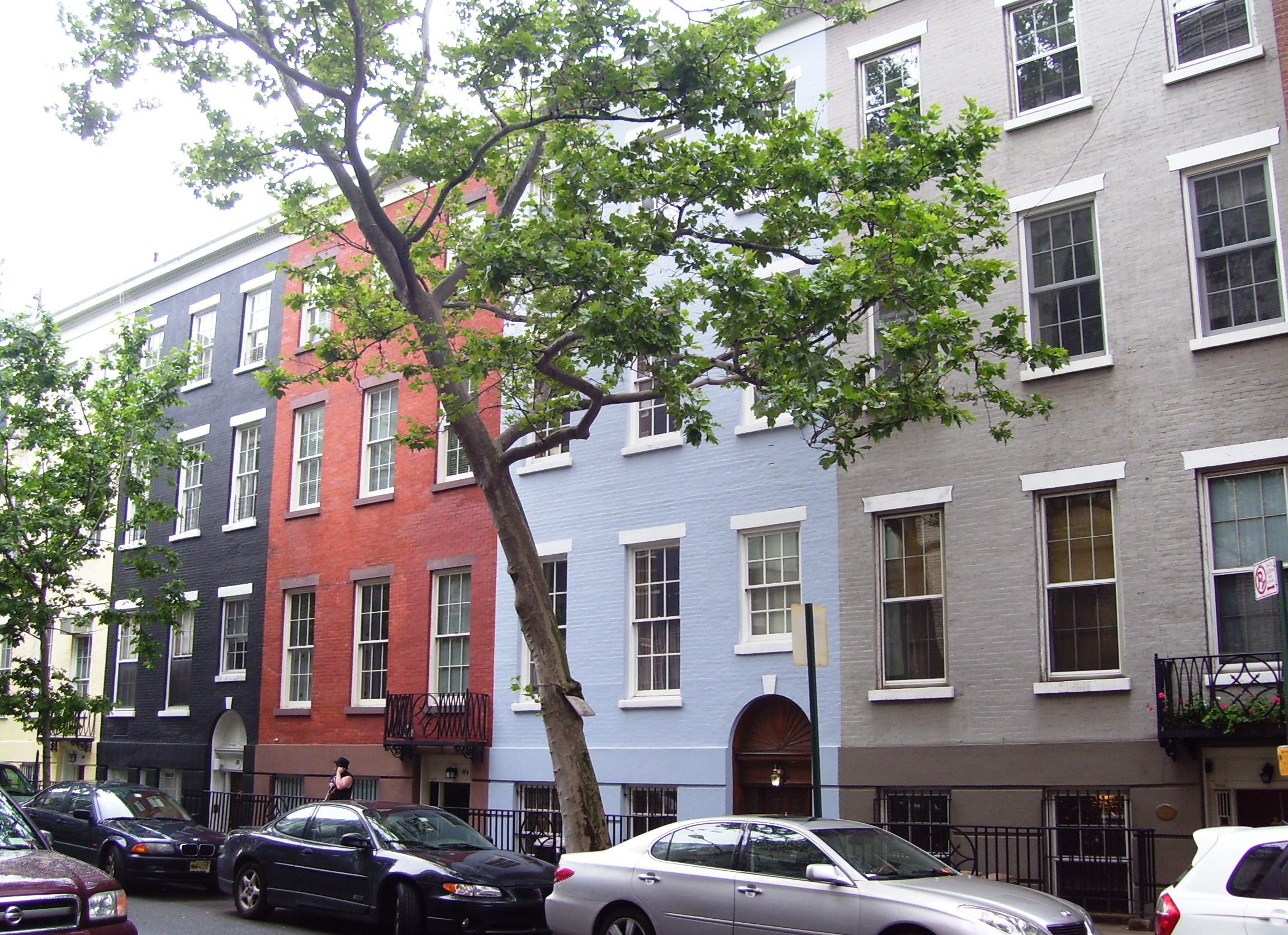
New York, South Village, 188 Sullivan Street (rechts), Wohnung des Ehepaars Varèse ab 1925

Zu Beginn des Ersten Weltkriegs 1914 kehrte Varèse vorerst nach Paris zurück. Im folgenden Jahr emigrierte er wie viele andere Pariser Künstler in die USA, am 29. Dezember 1915 kam er in New York an. Er traf hier die Dadaisten um Marcel Duchamp und schrieb für eine Künstlerzeitschrift von Francis Picabia. Außerdem lernte er die damals bedeutendsten New Yorker Vertreter der Avantgardekunst um Walter Arensberg und Alfred Stieglitz kennen. Er arbeitete als Notenkopist an der Orchestrierung von fremden Kompositionen. Seine Einstudierung des Requiems von Hector Berlioz und dessen Aufführung am 1. April 1917 brachte ihm einen ersten großen Erfolg als Dirigent, der ihm weitere Engagements verschaffte. Im selben Jahr heiratete er in zweiter Ehe die Amerikanerin Louise Norton. Das 1919 von ihm gegründete New Symphony Orchestra hatte mit seinem anspruchsvollen Programm aus alter und neuer Musik bei Kritik und Publikum keinen Erfolg, so dass er seine Dirigiertätigkeit dort schnell wieder abgab. Zusammen mit dem Harfenisten Carlos Salzédo und mit finanzieller Unterstützung zweier Mäzeninnen gründete er 1921 die International Composers’ Guild (ICG) zum Zweck der Aufführung des gesamten Spektrums der damals aktuellen Neuen Musik. Im folgenden Jahr gründeten auf seine Anregung Busoni und Heinz Tiessen das europäische Gegenstück, die Internationale Komponisten-Gilde (IKG), die aber gegenüber der etwas später gegründeten Internationalen Gesellschaft für Neue Musik (IGNM) wenig Einfluss gewann und nur kurzen Bestand hatte.
1921/22 schrieb Varèse das Orchesterwerk Amériques, dem bis 1927 vor allem kammermusikalische Werke folgen. Gegenüber seinen Werken aus der Pariser und Berliner Zeit entwickelte er in seinen neuen Kompositionen eine vollkommen neuartige Klangsprache.
Am 25. November 1925 kaufte er für sich und seine Frau ein Haus im New Yorker Stadtteil Greenwich Village, 188 Sullivan Street, etwa 300 Meter vom Washington Square Park entfernt, in dessen Keller er sich ein Studio einrichtete, und in dem er – mit kurzen Unterbrechungen – bis zu seinem Tod lebte. Heute befindet sich an dem noch erhaltenen Gebäude eine Gedenktafel.
Er wurde 1927 amerikanischer Staatsbürger, im selben Jahr löste er die ICG auf, gründete aber bereits im folgenden mit Henry Cowell und Carlos Chávez Ramírez die Pan-American Association of Composers (PAAC), die sich die Förderung zeitgenössischer Komponisten des amerikanischen Kontinents zum Ziel gesetzt hatte.
1928 ging Varèse wieder nach Paris. Es kam dort, wie auch in Deutschland, zu ersten Aufführungen seiner in den Vereinigten Staaten komponierten Stücke. André Jolivet wurde 1930 für einige Zeit sein Schüler, er hatte Kontakt zu Heitor Villa-Lobos und Antonin Artaud. Sein Plan für ein Laboratorium, in dem Künstler und Wissenschaftler gemeinsam neue Möglichkeiten der Klangerzeugung in der Musik erforschen sollten, konnte nicht verwirklicht werden. 1933 kehrte er nach New York zurück.
Für Varèse begann eine zwanzigjährige Phase, die von starken Stimmungsschwankungen und Depressionen gezeichnet war und in der er, abgesehen vom Flötenstück Density 21.5 (1936) kein Werk veröffentlichte und (bis zu Déserts im Jahr 1954) kein bedeutendes Werk vollendete. 1934 wurde eine erste Schallplattenaufnahme mit einem seiner Werke (Ionisation) aufgenommen, ab 1936 hielt er Vorlesungen in Santa Fe. Im November 1937 zog er nach San Francisco, im darauffolgenden Mai nach Los Angeles, wo er versuchte, für seine Musik im Filmgeschäft Hollywoods Interessenten zu gewinnen, aber erfolglos blieb. Er kehrte 1940 nach New York zurück, gründete 1941 den New Chorus, später zum Greater New York Chorus erweitert, mit dem er überwiegend Alte Musik aufführte.
Im Jahr 1950 wurde er eingeladen, bei den Internationalen Ferienkursen für neue Musik Darmstadt einen Kompositionskurs abzuhalten. Damit begann eine verstärkte Rezeption seines Werkes unter den jungen, europäischen Komponisten; seine Werke wurden wieder vermehrt aufgeführt. Er begann mit der Komposition von Déserts, die das damals neuartige Magnettonband als Klangquelle einsetzt. Bei der Uraufführung 1954 in Paris, die live auch im Rundfunk stereophon ausgestrahlt wurde, kam es zu einem großen Eklat, dennoch folgten rasch und mit Erfolg weitere Aufführungen in Europa (Hamburg, Stockholm) und nach seiner Rückkehr 1955 auch in den USA. Es folgte als nächstes großes Projekt das Poème électronique, das in Zusammenarbeit mit Le Corbusier und dessen damaligem Assistenten Iannis Xenakis entstand. Es handelte sich um eine Komposition für mehrere Tonbänder, die im Pavillon der Firma Philips auf der Weltausstellung 1958 in Brüssel über ein System von 425 Lautsprechern erklang. Dieses Werk hörten über zwei Millionen Besucher des Pavillons, es wurde nach seiner Rückkehr in die USA in New York wiederholt.
Bei den Weltmusiktagen der Internationalen Gesellschaft für Neue Musik (ISCM World Music Days), 1961 in Wien, führte Varèse die Komposition Arcana für großes Orchester, 1964 in Kopenhagen Offrandes für Sopran und Kammerorchester und 1965 in Madrid Octandre für sieben Bläser und Kontrabass auf. Diese Kompositionen waren jeweils bereits zwischen 1921 und 1927 entstanden.
Danach begann Varèse noch zwei weitere Kompositionen, Nocturnal und Nuit, konnte sie aber nicht mehr vollenden. Am 6. November 1965 starb er an einer Thrombose in einem New Yorker Krankenhaus.
Sein Nachlass befindet sich heute in der Paul-Sacher-Stiftung in Basel. Seit 1955 war er Mitglied der American Academy of Arts and Letters.
Zu den Musikern, die besondere Bewunderung für Varèse bekundet haben, zählen Wolfgang Rihm, John Palmer und Frank Zappa.

## Musikalisches Schaffen
In seinen frühen Jahren beeinflussten Varèse vor allem die Musik aus Mittelalter und Renaissance. Während seiner späteren Karriere dirigierte er mehrere Chöre, die sich diesem Repertoire widmeten. Darüber hinaus beeinflussten ihn Komponisten wie Hector Berlioz, Richard Strauss, Erik Satie, Claude Debussy, Alexander Skrjabin, Igor Strawinsky und Arnold Schönberg. Sein Stück Arcana enthält Reminiszenzen an Strawinskys frühe Werke Petruschka und Le sacre du printemps, dennoch ist Varèses Stil in hohem Maße eigenständig und unverwechselbar.
Verschiedene mit Pausen alternierend auftretende Klangmassen erfahren asynchron Veränderungen, die zum Teil als Perspektivwechsel oder Projektion gedeutet werden können; dabei werden Kompositionssysteme vermieden, es lassen sich aber konstruktive Aspekte ausmachen, wie wiederholt verwendete oder ausgelassene Tongruppen in Umgebungen, die durch unterschiedliche Register, Dichte, Rhythmik, Instrumentation oder Änderungsfrequenz kontrastieren. Varèses Vorliebe galt den vibratoarmen und klangintensiven Instrumenten der Bläser- und Schlagzeugfamilien, die Sirene wird für langsame stufenlose Tonhöhenänderungen herangezogen. Das Klangbild ist zudem durch große Lautstärke und hohen Dissonanzgrad bei dichter, zum Teil mehrfach überlagerter Rhythmik gekennzeichnet.
Den größten Einfluss übte Varèse durch die Tatsache aus, dass Veränderungen weniger als motivische Arbeit denn als kompositorisch gestaltete Organisation von Klangereignissen wahrgenommen werden. So wurde seine als unerhört aufgenommene Musik von Zeitgenossen wie Ferruccio Busoni, Debussy, Strawinsky und Schönberg geschätzt und konnte auf Komponisten wie Milton Babbitt, Pierre Boulez, Luigi Nono, Karlheinz Stockhausen oder John Cage wirken.

## Werke
- Un grand sommeil noir für Sopran und Klavier nach einem Gedicht von Paul Verlaine (1906). Für großes Orchester instrumentiert von Antony Beaumont.
- Amériques für großes Orchester (1921, revidiert 1927)
- Offrandes für Sopran und Kammerorchester nach Texten von Vicente Huidobro (Teil I: Chanson de là-haut) und José Juan Tablada (Teil II: La croix du sud) (1921)
- Hyperprism für 9 Bläser und 7 Schlaginstrumente (1923)
- Octandre für sieben Bläser und Kontrabass (1923)
- Intégrales für 11 Bläser und 4 Schlaginstrumente (1925)
- Arcana für großes Orchester (1927, revidiert 1960)
- Ionisation für 41 Schlaginstrumente und zwei Sirenen (1931)
- The Great Noon (unvollendet; 1932)
- Ecuatorial für Bass oder einstimmigen Chor, 8 Blechbläser, Klavier, Orgel, zwei Theremin oder Ondes Martenot und 6 Schlaginstrumentenach Texten aus dem Buch Popol Vuh der Maya  (1934)
- Density 21.5 für Flöte solo (1936)
- Espace für gemischten Chor und Orchester (unvollendet, ca. 1929–1947)
- Tuning up für Orchester (skizziert 1946; vollendet von Chou Wen-Chung 1996)
- Etude pour Espace für Chor, zwei Klaviere und Schlaginstrumente (nicht veröffentlicht; 1947)
- Dance for Burgess für Kammerorchester (nicht veröffentlicht; 1949)
- Trinum für Orchester oder elektronische Klänge (unvollendet; 1950–1954)
- Déserts für Bläser, Klavier, Schlaginstrumente und Tonband (1954)
- La procession de Vergès. Tonbandkomposition für einen Film von Thomas Bouchard Around and about Joan Miró (1955)
- Poème électronique für Tonband (elektronische Komposition für Le Corbusiers Pavillon für die Firma Philips auf der Weltausstellung in Brüssel 1958)
- Nocturnal nach dem Roman The House of the Incest von Anaïs Nin für Sänger und Kammerorchester (vorläufige Fassung, 1961)
- Nuit (oder Nocturnal II) nach einem Gedicht von Henri Michaux für Sopran, Bläser, Kontrabass und Schlagzeug (unvollendet)

Fast alle Werke aus der Frühphase vor der Übersiedlung in die USA 1915 gelten als vom Komponisten vernichtet oder als verloren gegangen, darunter:
- Trois pièces pour orchestre. Drei Orchesterstücke (1905)
- Chansons avec orchestre. Orchesterlieder (1905)
- Le fils des étoiles. Oper (1905)
- Poème des Brumes für Orchester (1905)
- Chanson des jeunes hommes für Orchester (1905)
- Prélude à la fin d’un jour. Sinfonie für großes Orchester, inspiriert durch ein Gedicht von Léon Deubel (1905)
- Rhapsodie romane für Orchester (1906)
- Apothéose de l’océan für großes Orchester (1906)
- Le délire de Clytemnestre. Tragische Sinfonie nach einem Text von Ricciotto Canudo (1907)
- Bourgogne (dt. Burgund). Sinfonische Dichtung für großes Orchester (1908)
- Gargantua. Sinfonische Dichtung für großes Orchester (unvollendet; 1909)
- Mehr Licht für Orchester (1911)
- Les cycles du nord für Orchester (1912)
- Ödipus und die Sphinx, Oper nach Hugo von Hofmannsthal (1908–1914)

## Einspielungen (Auswahl)
- Das Gesamtwerk. Concertgebouw-Orchester/ASKO Ensemble, 2 CDs, Dirigent: Riccardo Chailly, Decca
- Arcana, Octandre, Offrandes, Intégrales, Déserts. Nationales Polnisches Radiosinfonieorchester, Dirigent: Christopher Lyndon-Gee, Naxos
- Amériques, Arcana, Déserts, Ionisation. Chicago Symphony Orchestra, Dirigent: Pierre Boulez, Deutsche Grammophon
- Amériques. Cleveland Orchestra, Dirigent: Christoph von Dohnányi, Decca
- Amériques, Arcana, Octandre, Offrandes. Orchestre national de France, Dirigent: Kent Nagano, Erato